# Tolonidine
Tolonidine là thuốc chống tăng huyết áp.